# Marele pinguin nordic
Marele pinguin nordic (Pinguinus impennis, numit anterior și Alca impennis) este o specie dispărută de păsări nezburătoare. Marele pinguin nordic reprezintă singura specie a genului Pinguinus. Indivizii aveau aproximativ 75 de cm înălțime și cântăreau aproximativ 5 kg, fiind specia cu cele mai mari dimensiuni din genul Pinguinus. Avea pene negre și lucioase pe spate și pene albe pe partea ventrală.
Populații importante au existat în trecut pe coastele și insulelor nordice ale Oceanului Atlantic: estul Canadei, Groenlanda, Islanda, Norvegia, Irlanda și Marea Britanie. Populația speciei a fost de câteva milioane înainte să se rărească. Rămășițe au fost găsite în Florida, demonstrând că grupuri de indivizi puteau migra ocazional spre sud în timpul iernii, acest lucru s-a întâmplat până în secolul XIV.
A fost o specie vânată intensiv astfel încât populațiile s-au redus continuu, până la dispariție. Ultimul individ a fost vânat în 1844 în Islanda.

## Mod de viață
Avea dimensiuni aproximativ egale cu a unei gâște medii și a fost de cinci ori mai greu decât alca mică de astăzi. De-a lungul evoluției aripile i s-au atrofiat și era incapabil să zboare. Mulțumită picioarelor dispuse foarte posterior înota bine, însă pe uscat se deplasa neîndemânatic. Deoarece nu știa să zboare, era dispus pericolului vânătorilor, în special pe uscat. Deși mulți marinari au vǎzut pinguini mari traversând Oceanul Atlantic, știm puține despre modul de viață a acestei păsări.  

## Habitat
Pinguinul mare își petrecea o mare parte a anului în larg, în special în nordul Oceanului Atlantic. Populații numeroase trăiau și în apele puțin adânci din Grand Bank aflat lângă coastele South Newfoundland, precum și pe insulele si pe stâncoase din jurul Islandei, unde erau efective mari de pești. Deși nu putea să zboare, nu era o pasăre statornică veritabilă. Fosile ale speciei au fost găsite și mult mai departe de aria de răspândire: Florida, Gibraltar și Italia.

## Alimentație și mod de hrănire
Deoarece își petrecea o mare parte a timpului în larg, hrana sa era reprezentată mai ales de pești și unele moluște marine. În timpul scufundării vâslea simultan cu picioarele și își deschidea ușor aripile. Pinguinii mari s-au hrănit cu pești de 40-50 grame, dar putea mânca și pești care cântăreau mai mult de jumătate din greutatea pinguinului.    

## Reproducerea
Era de fel o pasăre silențioasă. Doar în timpul perioadei de clocit, în timpul căutării partenerei și când își proteja teritoriul de clocit, emitea sunete croncănite, bârâite și țipete. Păsările cloceau în perioada mai-iunie, pe insule mici și lăturalnice cum ar fi Insula Funk, aflată lângă coastele Newfoundland,Insulele Feroe și Insula St. Kilda. Coloniile erau numeroase (100 000 de perechi), iar în acestea pinguinii mari se amestecau cu alți reprezentanți din familia lor, precum și cu alte păsări marine. Femela depunea un singur ou mare de 400 grame, albastru verzui deschis, cu pete maronii, care era clocit de ambii părinți. Dacă oul era furat femela putea să facă din nou un ou. Puiul pufos ieșea din ou după 39-44 de zile, după care era hrănit și îngrijit de părinți.

## Dispariție
- Vânătoarea pinguinilor mari a căpătat o asemenea amploare in secolul al XVIII-lea, încât într-o singură zi au fost colectate 100 000 de ouă și mai multe vase au fost umplute cu păsări ucise.
- Oase parțial fosilizate au fost găsite și în apropierea așejărilor umane, fapt ce denotă că specia a fost vânată de oameni încă de acum 8000 de ani.
- În 1971 Muzeul de Istorie a Naturii din Islanda a plătit o sumă record, 9000 de lire sterline pentru un pinguin mare împăiat.
- Ultima pereche de pinguini mari a fost ucisă pe o insulă de lângă coastele Islandei, în anul 1844. Această specie a fost exterminată de vânători și colecționari.